# Прончаков, Иван Тимофеевич
Иван Тимофеевич Прончаков — советский хозяйственный, государственный и политический деятель, Герой Социалистического Труда.

## Биография
Родился в 1925 году в селе Торское. Член КПСС.
Участник Великой Отечественной войны. С 1950 года — на хозяйственной, общественной и политической работе. В 1950—1985 гг. — механизатор широкого профиля, комбайнёр колхоза «Первое Мая» Константиновского района Донецкой области Украинской ССР. 
Указом Президиума Верховного Совета СССР от 22 декабря 1977 года присвоено звание Героя Социалистического Труда с вручением ордена Ленина и золотой медали «Серп и Молот».
Трагически погиб в селе Торское в 1993 году.